# Футбольний союз Словенії
Футбольний союз Словенії (словен. Nogometna zveza Slovenije (NZS)) — організація, що здійснює контроль і управління футболом в Словенії. Заснований у 1938 році. Член ФІФА та УЄФА з 1992 року.
Офіс розташований в Любляні. Під егідою Футбольного союзу Словенії проводяться змагання в Першій лізі, Другій лізі, Третій лізі словенського чемпіонату, Кубку Словенії та Суперкубку Словенії. Союз організовує діяльність та управління національними збірними з футболу, в їх число входить також і головна збірна країни.